# Shibin Al Kawm
Shibin El Kom ( arabisk: شبين الكوم , i daglig tale forkortet til Shibin) er en by i Egyptens Nildelta og hovedstaden i guvernementet Minufiyah.

## Etymologi
Byen var tidligere kendt som Shaybin as-Ssarya (arabisk: شيبين السَّرِى) hvis første del Ramzi forbinder til det arabiske   ʾašyab "gråfarvet, gammel". Det ser ud til at være en oversættelse af det latinske veteranorum  'af veteraner/gamle  beslægtet med Shaybin al-Qasr, moderne Shibin el-Qanatir, og påpeger muligvis, at Shibin el Kom har  været en af de romerske militærlejre i Nedre Egypten.

## Faciliteter
Selvom det ikke er en ny by, bliver dens infrastruktur moderniseret. De vigtigste centrale og lokale regeringskontorer ligger i byen, såvel som hovedafdelingerne af Menoufia University. Byen har adskillige offentlige og private skoler, hospitaler, et stort stadion, et regionalt kontor for Telecom Egypt, organiserede fagforeninger, sportshold, politiske partier og sociale organisationer og et handelskammer.